# José Abel

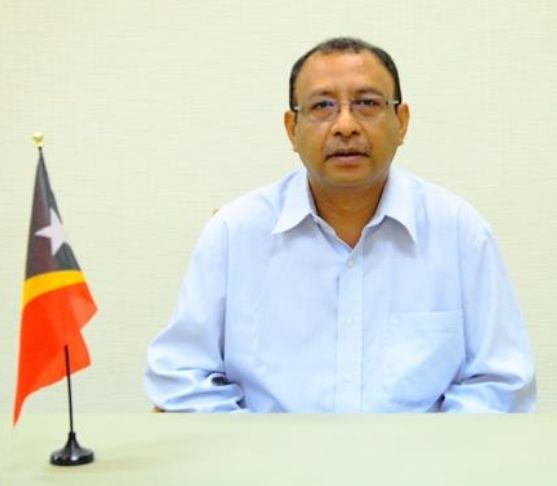
José Abel

José dos Reis Francisco Abel ist ein Politiker und Staatsangestellter aus Osttimor.

## Leben
Abel hat einen Master of Science in Umwelt und Entwicklung der University of East Anglia im englischen Norwich und einen Master of Science in Regionalwirtschaft der School of Economics der indonesischen Gadjah-Mada-Universität inne. Zehn Jahre arbeitete Abel als indonesischer Beamter im Bereich Entwicklungshilfe bei Sozial- und Wirtschaftsprojekten, dann 13 Jahre für die Vereinten Nationen. Für den CNRT, dem Dachverband des osttimoresischen Widerstand gegen die indonesische Besetzung, arbeitete Abel in Vorbereitung auf den Übergang zu einem unabhängigen Osttimor, als Landwirtschaftsexperte. So war er 2001 Direktor der Landwirtschaftsabteilung. Unter Sukehiro Hasegawa, dem UN-Sonderbeauftragter für Osttimor von 2004 bis 2006, war Abel Programmanalyst des Entwicklungsprogramms der Vereinten Nationen (UNDP).
2007 wurde Abel als Abgeordneter der Partido Unidade Nacional (PUN) in das Nationalparlament Osttimors gewählt, verließ später aber das Parlament. Später in der Legislaturperiode wurde Abel Leiter des Major Projects Secretariat im Finanzministerium. Hier ist er auch Koordinator für öffentlich-private Partnerschaftsprojekte.